# Foire de la Saint-Véran
La foire de la Saint-Véran est une foire organisée à Cavaillon dans le Vaucluse. Elle a lieu, chaque année, au mois de novembre, depuis, 1953.